# Postcrossing
Postcrossing è un progetto, ispirato al BookCrossing, creato dal portoghese Paulo Magalhães nel 2005 per permettere alle persone di ricevere cartoline da tutto il mondo.
Ogni volta che un utente spedisce una cartolina a un altro utente e questa viene registrata, la prima persona riceverà a sua volta una cartolina da un terzo utente.
Per confermare l'effettivo arrivo di una cartolina, questa viene registrata sul sito www.postcrossing.com e vi è la possibilità di generare una mappa delle cartoline inviate e ricevute.
La lingua ufficiale di Postcrossing è l'inglese, e conoscerlo almeno a livello base è indispensabile per muoversi nel sito e riuscire a comunicare con gli altri iscritti

## Il progetto
Postcrossing fu creato quasi per gioco dal portoghese Paulo Magalhães nel luglio 2005. Amando collezionare cartoline e sapendo di altri con il suo stesso hobby, nel suo tempo libero Paulo creò il sito ospitandolo su un vecchio computer a casa sua.
Il progetto ebbe un successo inaspettato, diffondendosi ben presto anche in altri paesi e ricevendo l'attenzione dei mass media
Da allora la crescita di Postcrossing è stata rapidissima: a tre anni dalla nascita poteva contare su 50.000 membri di 182 paesi diversi.

Il 27 gennaio 2012, si è toccata la soglia delle 10 milioni di cartoline spedite, mentre il raggiungimento del traguardo della quindicimilionesima cartolina è stato raggiunto il 31 dicembre 2012. In meno di un anno, il 29 ottobre 2013, è stata registrata la cartolina numero 20 milioni.

In data 28 marzo 2017 si è superata la soglia di 672.300 membri provenienti da 207 paesi e le cartoline inviate e quindi ricevute grazie al progetto, risultano essere più di 40.717.200.
Venerdì 15 febbraio 2008 il sito ha lanciato una nuova grafica ricca di novità, come una mappa più precisa del luogo dove si trovano i vari utenti e la possibilità in inserire una propria foto.
È stato inoltre introdotto il Postcards wall, ossia la possibilità di caricare sul sito le cartoline spedite e ricevute, mostrandole così agli altri utenti. Inoltre è possibile visualizzare su un planisfero tutte le cartoline inviate e ricevute dall'utente, visualizzando il percorso in linea d'aria effettuato da ognuna di esse.
Il 4 ottobre 2012, il logo ufficiale è stato sostituito: la nuova grafica del logo rappresenta la scritta postcrossing rappresentata da undici francobolli colorati in alternanza di rosso e blu, ognuno dei quali contiene una lettera del logo.

## Come funziona
Lo slogan di Postcrossing recita "send a postcard and receive a postcard back from a random person somewhere in the world!" ("manda una cartolina e ricevine un'altra in cambio da una persona a caso da qualche parte nel mondo!") e l'idea di fondo del progetto è proprio che per ogni cartolina che un membro spedisce ne riceverà una da un altro utente (o postcrosser) a caso da qualche parte del mondo.
La prima cosa da fare è registrarsi al sito (l'iscrizione è gratuita) e compilare il proprio profilo. A questo punto è possibile richiedere di spedire una cartolina, e si riceverà un messaggio con l'indirizzo postale di un altro membro ed un codice identificativo (postcard ID). Il codice è composto da due lettere indicanti lo stato e un numero sequenziale (ad esempio IT-1234) e serve per identificare in modo univoco una cartolina.
Spedendo la cartolina è importante scrivere il proprio postcard ID su di essa. In questo modo chi la riceverà potrà registrarla sul sito, e l'indirizzo di chi ha spedito la cartolina sarà comunicato ad un altro postcrosser in modo che a sua volta potrà ricevere una cartolina.
Non è possibile sapere chi sarà ad inviare la cartolina o da quale paese provenga, per cui quello che si riceverà sarà una sorpresa. Si può decidere se ricevere anche cartoline di propri connazionali oppure no.
È possibile, compilando il proprio profilo, dare delle indicazioni sul tipo di cartoline preferite (ad esempio paesaggi, monumenti, animali…) in modo che chi deve spedirla abbia qualche indicazione su cosa scegliere per andare sul sicuro. È bene però non dare indicazioni troppo specifiche, per non mettere in difficoltà gli altri utenti non in grado di trovare quel tipo di cartoline.
Inizialmente ogni membro può avere al massimo 5 cartoline in viaggio nello stesso momento. Ogni volta che una cartolina viene registrata si ha la possibilità di richiedere un altro indirizzo. Il numero di cartoline che è possibile spedire contemporaneamente cresce a seconda di quante se ne sono già spedite. Dopo aver spedito 5 cartoline sarà possibile averne fino a 6 in viaggio nello stesso momento, dopo 15 cartoline spedite e registrate si potranno richiedere fino a 7 indirizzi per volta e così via.
Può capitare, ovviamente, che alcune delle cartoline spedite non arrivino mai a destinazione (smarrimenti durante la spedizione, riceventi che hanno deciso di non partecipare più, etc). In ogni caso se una cartolina non viene registrata dopo 60 giorni “scade” e si può richiedere un nuovo indirizzo.

## Il forum
Oltre al metodo ufficiale di scambio di cartoline il sito dispone anche di un forum nel quale gli iscritti possono parlare tra di loro dei diversi aspetti del progetto e accordarsi per scambi privati.
Il forum comprende sezioni destinate a giochi come i "tag" (catene nelle quali ogni utente deve spedire una cartolina o un altro oggetto alla persona che partecipa immediatamente prima o dopo di lui), i "round robin" (piccoli gruppi in cui ogni persona spedisce a tutti gli altri partecipanti) o i "bingo" (giochi in cui i partecipanti cercando di raggiungere un obbiettivo concordato, come ricevere cartoline da tutte le regioni di un paese o da tutti i paesi di comincino con una stessa lettera).
Esistono anche sezioni dedicate ai collezionisti, dove è possibile richiedere e offrire cartoline di particolari temi e prodotti filatelici come francobolli, FDC (First Day Cover) o Busta Primo Giorno o Maximum cards. Tra i temi più popolari vi sono le cartoline che mostrano i luoghi considerati patrimonio dell'umanità dall'UNESCO, per l'educazione, la scienza e la cultura.
Il forum comprende infine sezioni dove cercare amici di penna o dove è possibile discutere di temi inerenti al progetto o anche di altri argomenti.

## Distribuzione geografica
A ottobre 2020, Postcrossing conta oltre 800.100 membri. Tra i paesi meglio rappresentati vi sono la Russia (circa 108 000 iscritti, poco più del 13% del totale), Taiwan (oltre 102 000 iscritti) e la Cina (circa 77 000 iscritti).
Il numero di utenti non corrisponde però necessariamente al numero di cartoline inviate. Vi sono quindi paesi meno rappresentati, ma in media più attivi. Ad esempio gli utenti finlandesi sono un terzo di quelli statunitensi; eppure hanno inviato un numero di cartoline di poco inferiore.
|     | Paese       | Iscritti (9 ottobre 2020) |
| --- | ----------- | ------------------------- |
| 1.  | Russia      | 108 466                   |
| 2.  | Taiwan      | 102 636                   |
| 3.  | Cina        | 77 272                    |
| 4.  | Stati Uniti | 72 888                    |
| 5.  | Germania    | 55 600                    |
| 6.  | Paesi Bassi | 40 603                    |
| 7.  | Polonia     | 33 537                    |
| 8.  | Bielorussia | 31 507                    |
| 9.  | Ucraina     | 26 890                    |
| 10. | Rep. Ceca   | 21 596                    |
| 11. | Finlandia   | 18 266                    |

## Statistiche
Al 20 gennaio 2009 al progetto erano registrati 80 499 membri da 192 paesi differenti e 1 843 727 cartoline erano già state spedite e ricevute.
Al 25 gennaio 2010 gli utenti registrati erano 154 944, quasi raddoppiati rispetto all'anno precedente, provenienti da 206 paesi differenti; le cartoline spedite erano 3 631 933, anch'esse quasi raddoppiate rispetto allo stesso periodo del 2009.
Al 28 marzo 2017 il progetto conta 672 395 utenti registrati provenienti da 207 paesi. Le cartoline registrate sono 40 717 233.
Il 14 luglio 2020 risultano iscritti al progetto 791 757 utenti registrati provenienti da 206 paesi diversi, e le cartoline scambiate sono 57 435 602, di cui il 15,4% provenienti dalla Germania.

Il 24 gennaio 2021 è stato raggiunto il numero di 60 000 000 di cartoline ricevute.
|     | Paese         | Cartoline spedite (20 gennaio 2009) | Cartoline spedite (25 gennaio 2010) | Cartoline spedite (28 marzo 2017) | Cartoline spedite (9 ottobre 2020) |
| --- | ------------- | ----------------------------------- | ----------------------------------- | --------------------------------- | ---------------------------------- |
| 1.  | Germania      | 239 265                             | 458 745                             | 5 656 389                         | 9 069 685                          |
| 2.  | Russia        | 25 006                              | 85 694                              | 4 754 411                         | 7 029 665                          |
| 3.  | Stati Uniti   | 271 963                             | 511 237                             | 4 127 973                         | 6 434 812                          |
| 4.  | Paesi Bassi   | 406 142                             | 667 482                             | 3 504 550                         | 4 455 230                          |
| 5.  | Finlandia     | 117 204                             | 252 319                             | 2 771 762                         | 3 590 102                          |
| 6.  | Taiwan        | ...                                 | ...                                 | 1 831 931                         | 2 535 969                          |
| 7.  | Cina          | 32 032                              | 118 710                             | 1 784 841                         | 2 509 840                          |
| 8.  | Bielorussia   | ...                                 | ...                                 | 1 843 900                         | 2 374 248                          |
| 9.  | Rep. Ceca     | 18 260                              | 40 291                              | 1 037 485                         | 1 583 646                          |
| 10. | Ucraina       | 51 402                              | 101 996                             | 1 301 765                         | 1 492 576                          |
| 11. | Polonia       | 14 467                              | 52 499                              | 1 117 636                         | 1 449 667                          |
| 12. | Giappone      | 47 906                              | 83 579                              | 869 780                           | 1 333 313                          |
| 13. | Francia       | 37 093                              | 69 790                              | 750 617                           | 1 198 309                          |
| 14. | Regno Unito   | ...                                 | ...                                 | 794 397                           | 1 182 344                          |
| 15. | Canada        | 42 672                              | 79 588                              | 647 879                           | 955 655                            |
| 16. | Australia     | 29 992                              | 57 708                              | 502 034                           | 675 612                            |
| 17. | Belgio        | 23 986                              | 47 415                              | 465 525                           | 668 476                            |
| 18. | Lituania      | ...                                 | ...                                 | 489 328                           | 657 616                            |
| 19. | Hong Kong     | 10 035                              | 22 090                              | 424 122                           | 632 069                            |
| 20. | Portogallo    | 57 629                              | 91 722                              | 452 997                           | 608 333                            |
| 21. | Spagna        | 31 583                              | 58 104                              | 409 094                           | 564 737                            |
| 22. | Italia        | 30 447                              | 65 974                              | 368 247                           | 517 379                            |
| 23. | Svizzera      | 21 429                              | 40 841                              | 314 760                           | 482 053                            |
| 24. | Malaysia      | 24 094                              | 43 513                              | 325 920                           | 481 085                            |
| 25. | Austria       | 12 113                              | 27 975                              | 296 754                           | 474 809                            |
| 26. | Brasile       | 40 482                              | 71 332                              | 356 398                           | 452 151                            |
| 27. | India         | ...                                 | ...                                 | 189 641                           | 340 154                            |
| 28. | Lettonia      | ...                                 | ...                                 | 234 243                           | 336 808                            |
| 29. | Turchia       | ...                                 | ...                                 | 228 569                           | 335 090                            |
| 30. | Singapore     | 11 436                              | 19 655                              | 214 522                           | 302 966                            |
| 31. | Thailandia    | ...                                 | ...                                 | 200 525                           | 267 803                            |
| 32. | Estonia       | 35 535                              | 57 619                              | 211 919                           | 254 974                            |
| 33. | Indonesia     | ...                                 | ...                                 | 153 912                           | 253 189                            |
| 34. | Corea del Sud | ...                                 | ...                                 | 142 822                           | 212 453                            |
| 35. | Nuova Zelanda | 20 355                              | 29 499                              | 148 348                           | 200 427                            |
| 36. | Slovacchia    | ...                                 | ...                                 | ...                               | 199 180                            |
| 37. | Irlanda       | ...                                 | ...                                 | 127 005                           | 190 477                            |
| 38. | Norvegia      | 16 523                              | 26 415                              | 134 496                           | 190 078                            |
| 39. | Slovenia      | ...                                 | ...                                 | 135 335                           | 186 046                            |
| 40. | Svezia        | ...                                 | ...                                 | 119 336                           | 172 984                            |

## I francobolli

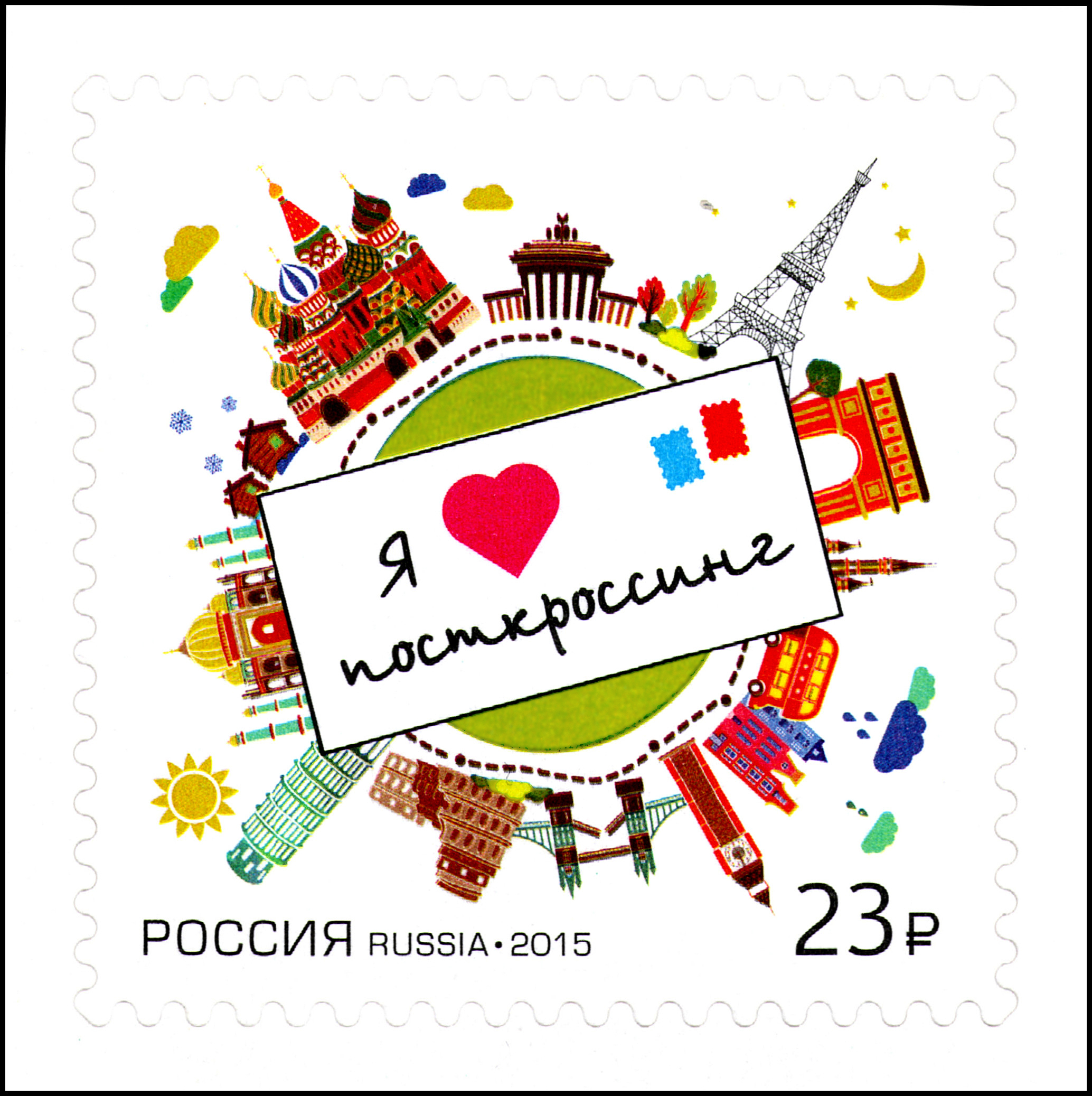
Il francobollo emesso dalla Russia nel 2015

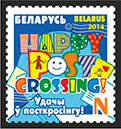
Il francobollo emesso dalla Bielorussia nel 2014

Il 14 ottobre 2011 PostNL, i Paesi Bassi hanno emesso la prima serie di francobolli dedicati al Postcrossing. Negli anni successivi altri Paesi hanno deciso di dedicare dei francobolli al progetto.
Tra i francobolli emessi fino ad ora vi sono:
- 2011: Paesi Bassi (serie di sei francobolli distribuiti in foglietto da dieci, emessa il 14 ottobre)[10]
- 2013: Finlandia (quattro francobolli emessi il 9 settembre)[11] e Lituania (un francobollo emesso il 5 ottobre)[12]
- 2014: Bielorussia (un francobollo emesso il 2 gennaio)[13] e Guernsey (un francobollo emesso il 28 maggio)[14]
- 2015: Russia (un francobollo emesso il 27 gennaio)[15], Slovenia (un francobollo emesso il 29 maggio)[16], Repubblica Ceca (un francobollo emesso il 2 settembre)[17], Ucraina (un francobollo emesso il 9 ottobre)[18], Kazakistan (un francobollo emesso il 7 novembre) e Bulgaria (un francobollo emesso il 23 dicembre)[19].
- 2016: Russia (un nuovo francobollo emesso il 25 marzo)[20], Paesi Bassi (una nuova serie composta da dieci francobolli emessi il 29 marzo)[21], Austria (un francobollo emesso il 21 maggio)[22], Guernsey (due nuovi francobolli emessi il 14 luglio)[23] e Polonia (un francobollo emesso il 14 luglio)[24]
- 2017: Bielorussia (un nuovo francobollo emesso il 3 gennaio)[25], Romania (un francobollo emesso il 24 febbraio)[26]